# Ballard County
Ballard County is een county in de Amerikaanse staat Kentucky.
De county heeft een landoppervlakte van 651 km² en telt 8.286 inwoners (volkstelling 2000). De hoofdplaats is Wickliffe en de dichtstbevolkte stad is LaCenter.

## Bevolkingsontwikkeling

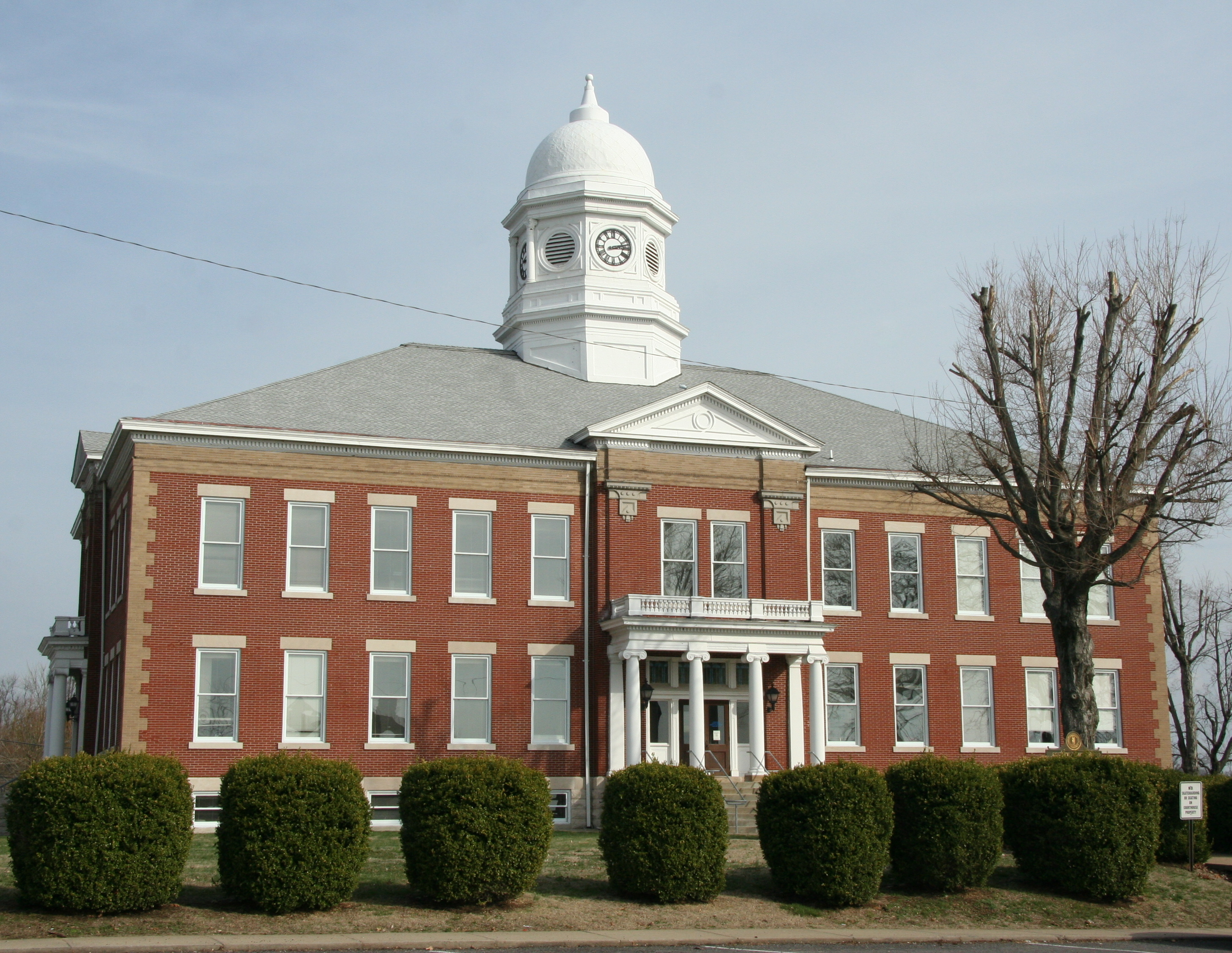
Ballard County Courthouse